# Franquisme
Het franquisme is een aan het fascisme verwante ideologie die tijdens de Spaanse Burgeroorlog (1936-1939) in Spanje ontstond. De naam is afgeleid van Francisco Franco, de nationalistische rebellenleider tijdens de Burgeroorlog en latere militaire dictator van het land. Meestal wordt het woord gebruikt als omschrijving van het dictatoriale regime dat van 1939 tot 1975 in Spanje heerste.
In de beginfase was het franquisme een oligarchisch niet verkozen regeringsmodel dat steunde op de macht van een deel van de elites van grootgrondbezitters, de financiële en de industriële sector die de idealen van het fascisme aanhingen, met sterke wortels in het Spaanse, katholieke traditionalisme, met een zeker heimwee naar de vergane glorie van het groots en roemrijk verleden van het Spaanse Rijk (1492-1898), “waarin de zon nooit onderging”.
Het franquisme streeft naar een staat, een volk, een godsdienst, een taal, een leider: Francisco Franco, caudillo de España por la Gracia de Dios (of: FF, Spanjes leider bij Gratie Gods). Het was in zekere zin een tegenreactie tegen de chaotische toestanden van de antiklerikale Tweede Spaanse Republiek.

## De totalitaire periode (1939-1945)

De Spaanse Vlag van 1939 tot 1975 met de rijksadelaar

Het regime werd beheerst door drie machten: de eenheidspartij Falangisme (Spanje) en het Movimiento Nacional, het leger en de Rooms-Katholieke Kerk. Franco bleef in het centrum van de macht omdat hij die drie strategisch tegen mekaar uitspeelde en hield de controle doordat hij het laatste woord had in alle benoemingen van personen in leidinggevende posities. Franco verenigde in één persoon de functies van hoofd van de regering, hoofd van de strijdkrachten en staatshoofd. In 1940 werd de Bijzondere rechtbank voor de repressie van de vrijmetselarij en het communisme opgericht, die tot zijn afschaffing in 1964 met zware gevangenisstraffen en verbeurdverklaringen met stilzwijgende toestemming van de kerk 60.000 tegenstrevers monddood heeft gemaakt.
Hij organiseerde een corporatistische eenheidsvakbond, die moest zorgen voor sociale vrede en voorkomen dat de ontevredenen in het linkse kamp gedreven werden door een relatief goede loonpolitiek, werkzekerheid en sociale zekerheid voor al wie trouw aan het regime was.
De media waren sterk gecensureerd: de politieke controle lag bij de militaire regering, de morele censuur werd uitbesteed aan de katholieke kerk, die met het concordaat van 1953 eveneens het monopolie op het onderwijs kreeg. Echtscheiding en burgerlijk huwelijk werden verboden, het doopceel verving de geboorteakte en voor gehuwde vrouwen was het verboden een betaalde baan uit te oefenen. In die context spreek men van het nationaalkatholicisme.
De academische vrijheid wordt opgeheven. De wetenschappelijke, culturele en artistieke uitstraling blijft daardoor beperkt tot de successen uit het verleden. Politieke delicten, dissidente schrijvers, vakbonden, zogenaamd antisociaal gedrag (homoseksualiteit, abortus...) en alles wat de "stabiliteit van het regime" bedreigde werd door uitzonderingsrechtbanken zoals de Bijzondere rechtbank voor de repressie van de vrijmetselarij en het communisme (1940-1964) en zijn opvolger de Rechtbank voor openbare orde (1963-1977) vervolgd.

## Het nationaalkatholicisme (1953-59)
extreemlinks · radicaal-links · links · centrum · rechts · radicaal-rechts · extreemrechts 

confessionalisme · christendemocratie · conservatisme · neoconservatisme · paleoconservatisme · islamisme

liberalisme · klassiek liberalisme · economisch liberalisme · conservatief-liberalisme · progressief liberalisme · neoliberalisme · libertarisme · groenliberalisme · geoïsme

anarchisme · syndicalisme · feminisme · ecologisme · ecofascisme · agrarisme · progressivisme 

marxisme · communisme · trotskisme · leninisme · stalinisme · maoïsme · socialisme · sociaaldemocratie · communitarisme

populisme · fortuynisme · solidarisme · nationalisme · linksnationalisme · fascisme · nationaalsocialisme